# ماوخنهایم
ماوخنهایم (به آلمانی: Mauchenheim) یک شهر در آلمان است که در آلزی-ورمز واقع شده‌است. ماوخنهایم ۹۷۲ نفر جمعیت دارد.